# گمینا رودا مالنگتسکا
گمینا رودا مالنگتسکا (به لهستانی:  Gmina Ruda Maleniecka) یک گمینا در لهستان است که در شهرستان کونگسکیه واقع شده‌است. گمینا رودا مالنگتسکا ۱۱۰٫۰۳ کیلومتر مربع مساحت و ۳٬۳۶۴ نفر جمعیت دارد.